# Karl Offmann
Karl Auguste Offmann (25 tháng 11, 1940 – 12 tháng 3, 2022) là cựu chính khách người Mauritius. Trước đây, ông từng giữ chức vụ làm tổng thống Mauritius thứ 3 từ ngày 25 tháng 2 năm 2002 đến ngày 7 tháng 10 năm 2003.